# Counter
Pour les articles homonymes, voir Counter (homonymie).
La norme COUNTER (Counting Online Usage of Networked Electronic Resources) est une norme permettant de normaliser les usages de contenus en ligne. Elle est née en 2002, à l'initiative des éditeurs, des bibliothèques et des consortium de bibliothèques. Elle a donné naissance à une société anglaise à but non lucratif : Counter Online Metrics
Notamment diffusées via le protocole SUSHI (Standardized Usage Harvesting Initiative), les statistiques COUNTER permettent aux bibliothèques de recevoir des données d'usages des bouquets de revues ou de livres auxquelles elles sont abonnées chez les éditeurs. Ainsi normalisées, les données d'usage deviennent comparables entre éditeurs et permettent aux bibliothèques de disposer d'outils d'évaluation de leurs politiques d'acquisition .
Le Bulletin des bibliothèques de France y fait souvent référence. Dans son numéro spécial sur l'évaluation de 2010, il indique : "La norme définit un certain nombre de notions (« interrogation », « session », « requête enregistrée », « requête réussie », « recherche fédérée »…)"
La norme étant publique, il est possible de s'y conformer sans avoir à payer la société COUNTER pour obtenir un certificat.
Les débats au sujet de l'usage et de la signification des statistiques de fréquentation sont nombreux.